# 塩屋鯯魚
塩屋 鯯魚（しおや の このしろ）は、飛鳥時代の豪族。姓は連。塩屋小戈と同一人物だとする説がある。

## 経歴
後述の遺言からして、からくりを作る者ではなかったのか、と『日本書紀通証』（谷川士清）にある。
『新撰姓氏録』「河内皇別」によると、「塩屋連」は葛城襲津彦の子孫であるらしい。
鯯魚の名前が初めて登場するのは、大化2年3月（646年）のことである。このとき、孝徳天皇は東国の朝集使を集めて詔をし、その中で、「獄中の囚人の解放せよ、とりわけ6人は天皇に恭順の心を示しているため、その心を讃美する」と述べた。この6人の中に「塩屋鯯魚」の名前がある。
斉明天皇4年11月9日（658年）、鯯魚は有間皇子の陰謀に加担したとして、守君大石（もり の きみ おおいわ）、坂合部連薬（さかいべ の むらじ くすり）らと共に捕らえられ、2日後の皇子の処刑と同時に紀伊国藤白坂（現和歌山県海南市内海町藤白）で、随伴した皇子の舎人、新田部米麻呂（にいたべ の こめまろ）と共に斬刑された。殺されるに当って、
と叫んだ、と伝えられる。

## 参考資料
- 『日本書紀』(四)、岩波文庫、1995年
- 『日本書紀』全現代語訳(下)、講談社学術文庫、宇治谷孟：訳、1988年
- 『日本の歴史2　古代国家の成立』、直木孝次郎：著、中央公論社、1965年